# Wuppertal
Wuppertal är en kretsfri stad i det tyska  förbundslandet Nordrhein-Westfalen. Staden, som har cirka 360 000 invånare, ligger vid den lilla ån Wupper och i dess dalgång. Staden är belägen i det tidigare grevskapet (hertigdömet) Berg (Bergisches Land) öster om Rhen (Rhein) och nordost om Köln. Detta har till följd att Wuppertal har ett stort antal branta gator och branta trappor. Den sägs ha flest offentliga trappor i Tyskland.

## Historia
I slutet av 1800-talet hade städer längs med floden Wupper vuxit sig så stora att de började växa samman till en agglomeration, det som 1929 slogs samman till Wuppertal. I detta stadsområde bodde 400 000 personer i slutet av 1800-talet. Orsaken till den snabba utvecklingen var industrialiseringen i området, med sina stora textilindustrier. Den industriella utvecklingen och befolkningstillväxten tog tidigt fart och accelererade från 1870-talet.

### Wuppertal bildas

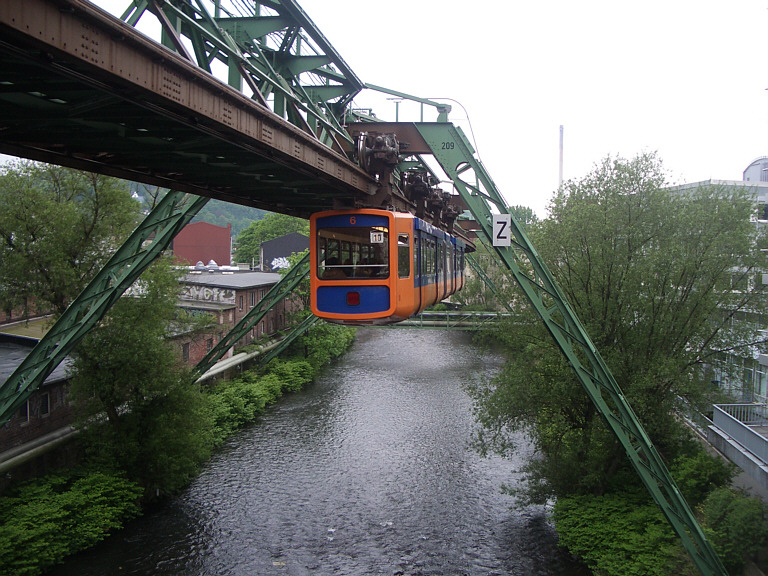
Wuppertals hängbana över floden Wupper

Wuppertal bildades 1929 genom en sammanslagning av sju mindre städer. Först hette staden Barmen-Elberfeld men på initiativ av politikern Oskar Hoffmann antogs namnet Wuppertal efter floden Wupper. Andra namnförslag var dubbel- och trippelnamn som Elberfeld-Barmen, Barmen-Elberfeld-Vohwinkel men även andra varianter utifrån floden Wupper: Wupperstadt, Wupperberg, Wupperhausen, Großwupp och Wupperalis. Andra förslag utgick från platsen i Bergisches Land: Bergmark, Bergstadt, Talberg och Bergland. 
Att staden är en sammanslagning av tidigare självständiga samhällen kan märkas genom att den har två större centra, Barmen och Elberfeld, och fem mindre centra, Langerfeld, Cronenberg, Ronsdorf, Vohwinkel och samhället Beyenburg, vilket ger en blandning av storstad och småstad.
Wuppertal var under mellankrigstiden tidigt ett centrum i västra Tyskland för nazistpartiet NSDAP. Bland annat verkade och bodde Joseph Goebbels i Elberfeld och Hitler höll tal för stora folkmassor i staden. I Wuppertal genomfördes bokbål där bland annat verk av Else Lasker-Schüler, född i Wuppertal, brändes. 
Wuppertal även en stad för motståndet mot nazismen inom politiken, fackföreningslivet och kyrkan. Bergisches Land var en av ursprungsplatserna för den socialistiska arbetarrörelsen och striderna mellan socialistiska grupperingar och nazisterna var brutal. När nazisterna tog makten över parti- och fackföreningsrörelserna genomfördes massprocesser mot mer än 650 anklagande. Den protestantiska kyrkan under ledning av Karl Barth protesterade mot nazismen genom Barmendeklarationen.

### Andra världskriget
Staden bombades flera gånger under andra världskriget på grund av sin rustningsindustri. Flera historiska byggnader i de centrala delarna med några få undantag förstördes och revs. Bland det som förstördes hörde Barmens stadshus (Barmer Stadthalle), Wuppertals planetarium och hundratals gamla hus. 38 procent av staden bebyggelse förstördes. Bland hus som finns kvar hör Elberfelds rådhus och det historiska stadshuset (Historische Stadthalle). Den 16 april 1945 erövrade trupper ur den amerikanska armén staden. Då hade motståndare till regimen dagarna före under blodiga gatustrider gripit ledande nazister och tagit kontroll över staden. Wuppertal kom att tillhöra den brittiska ockupationszonen.

### Det moderna Wuppertal

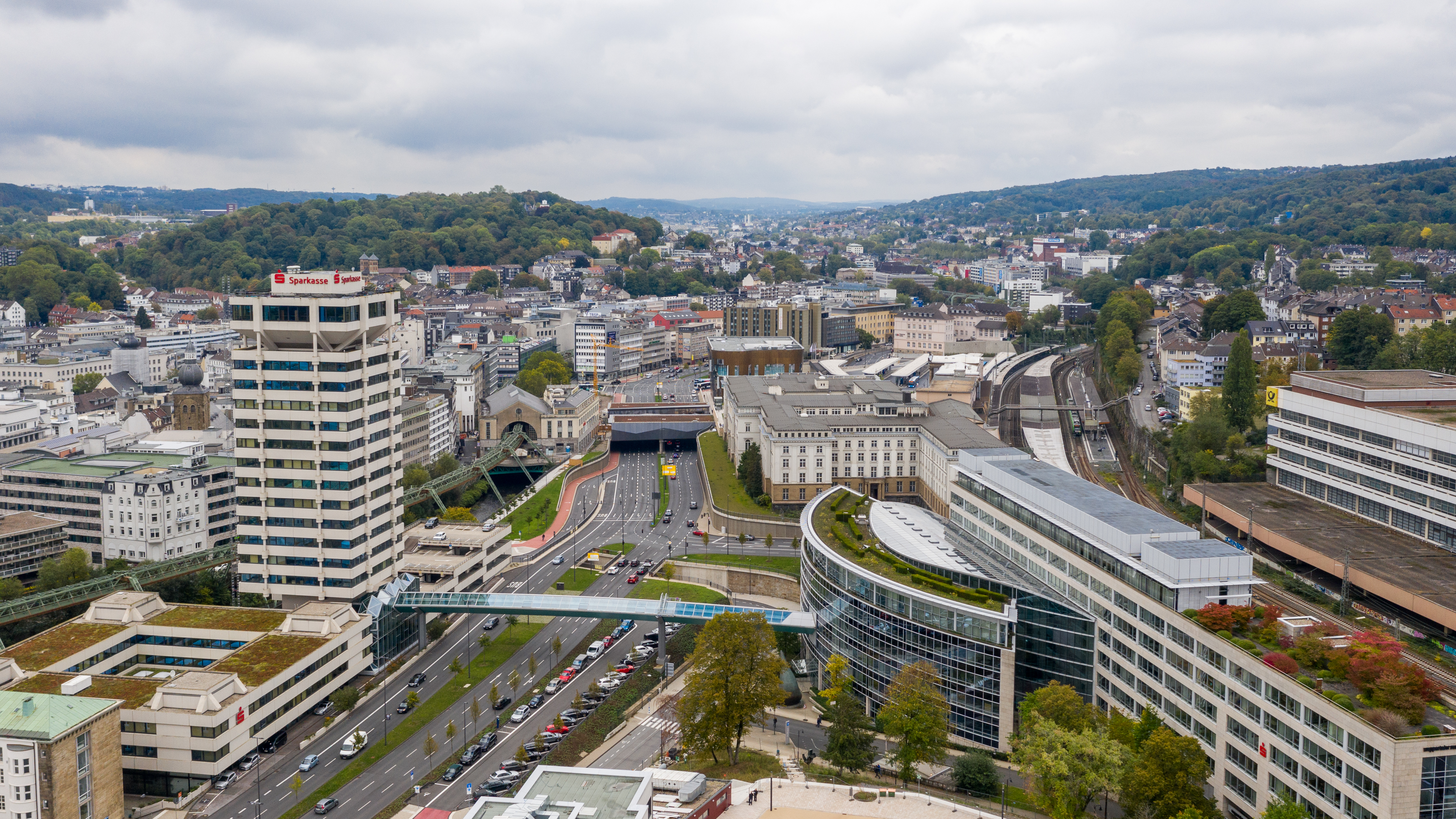
Elberfeld-Mitte i Wuppertal. Till höger Stadtsparkasse Wuppertal.

Sedan återuppbyggnaden av staden efter kriget präglas stora delar av Wuppertal av modernistiska byggnader från 1950-talet och stadsplanering präglat av bilismens villkor. Bland annat uppfördes nytt höghus för Vorwerk och Glanzstoff Hochhaus men även nya offentliga byggnader som simhallen Stadtbad Schwimmoper och bostadskomplex. Ett senare exempel är Stadtsparkasse Wuppertal (1969–1973) ritad av Paul Schneider-Esleben.

## Näringsliv
På 1500-talet fick området privilegiebrev av landsherren att bedriva garntillverkning vilket blev starten för textilindustrin. Wuppertal blev under 1800-talet ett betydande centrum för textilindustrin men även verkstadsindustri. Textilen banade även vägen för de andra näringsgrenarna i staden. Stadens elektronikindustri har sin bakgrund i att kablarna till en början isolerades med textilmaterial. Kemiindustrin utvecklades utifrån färgeriet och blekeriet av garner och tyg. Maskintillverkarna stod för textilmaskinerna.
Efter textilindustrins globalisering under 1970-talet är den inte längre av någon större betydelse i staden. I dag är i stället verksamheter inom maskintillverkning, kemi och elektroteknik de viktigaste näringarna. Exempel på företag inom kemisektorn är Bayer AG, den stora kemi- och läkemedelstillverkaren som har en stor anläggning i staden och Axalta Coating Systems (tidigare Herberts). Det var också i Barmen och Elberfeld i Wuppertal som Bayer startade sin verksamhet före flytten till Leverkusen.
Vorwerk med varumärkena Kobold (dammsugare) och Thermomix (köksapparat) har sitt huvudkontor och fabrik i Wuppertal.

## Kommunikationer

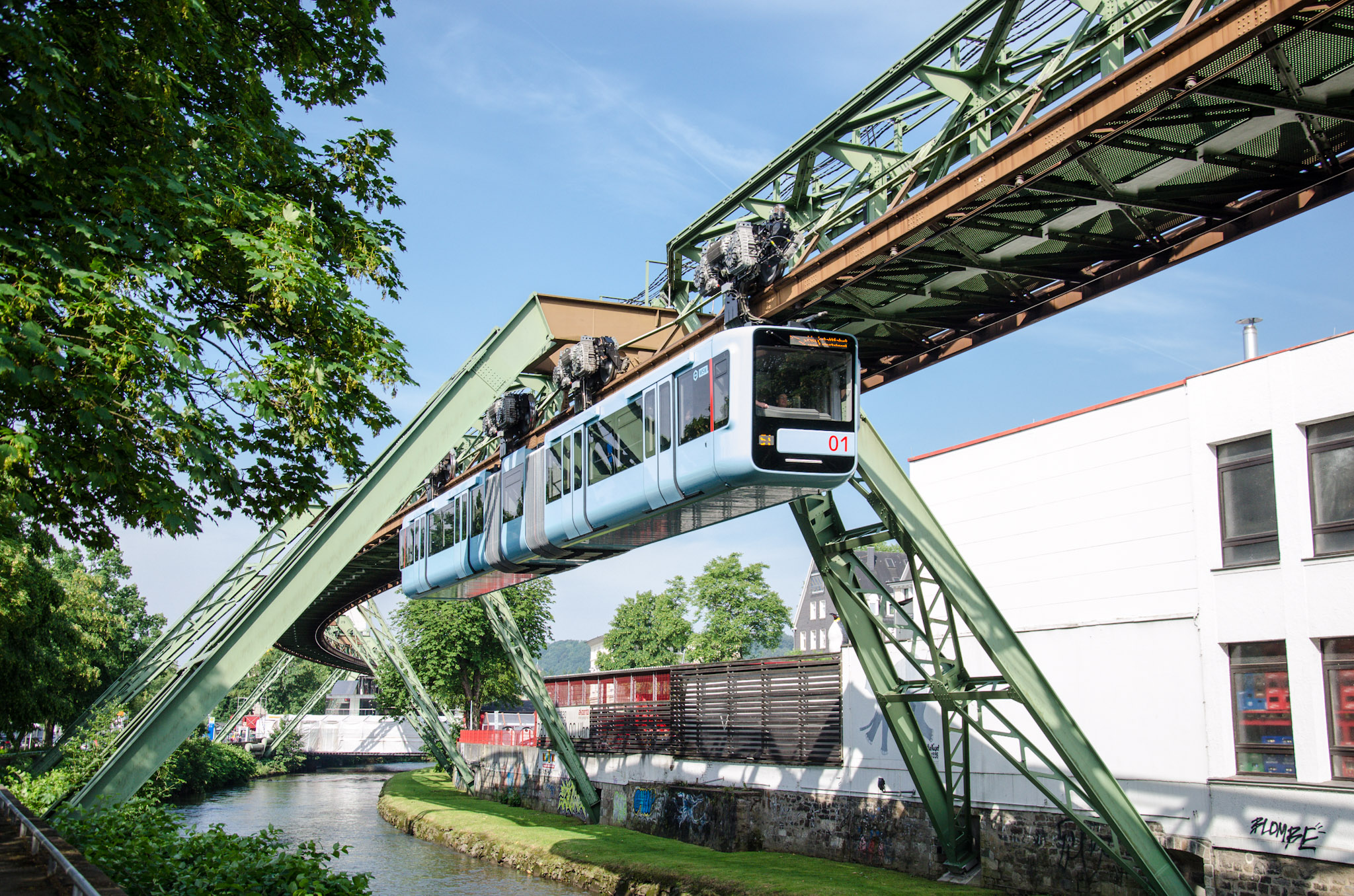
Schwebebahn i Wuppertal

Redan för drygt 100 år sedan byggdes ett närtrafiksystem, i form av en hängande spårväg, den så kallade Schwebebahn, som efter restauration och modernisering är ett säkert, högmodernt och förhållandevis snabbt färdmedel. Schwebebahn invigdes 24 oktober 1900 av kejsare Wilhelm II med en tur från Elberfeld till Vohwinkel i vagn nummer 5 (byggd 1900). Vagn 5 används idag för abonnerade turer.
Tuffi var namnet på en fyraårig elefanthona, som den 21 juli 1950 hoppade ur ett fönster på Schwebebahns första kurva och i ån Wupper. Tuffi gjorde reklam för Zirkus Franz Althoff. Hon klarade sig oskadd och blev 43 år gammal.

## Utbildning
Wuppertal har ett universitet, Bergische Universität Wuppertal, grundat som högskola genom sammanslagning 1972 och med universitetsstatus sedan 1983. Universitetet har omkring 14 000 studenter (2008). Wuppertals universitet är framförallt känt för sina ingenjörsutbildningar inom maskin-, byggnads-, säkerhets- och elektroteknikområdena.

## Kulturinstitutioner
- Tanztheater Wuppertal Pina Bausch
- Sinfonieorchester Wuppertal
- Heydt-Museum für bildende Kunst

## Sevärdheter
Den 8 september 1881 öppnade Zoo Wuppertal som blivit mycket populär bland invånarna och besökare.
- Wuppertals hängbana
- Uhrenmuseum Wuppertal
- Friedrich-Engels-Haus
- Zoo Wuppertal

## Bilder

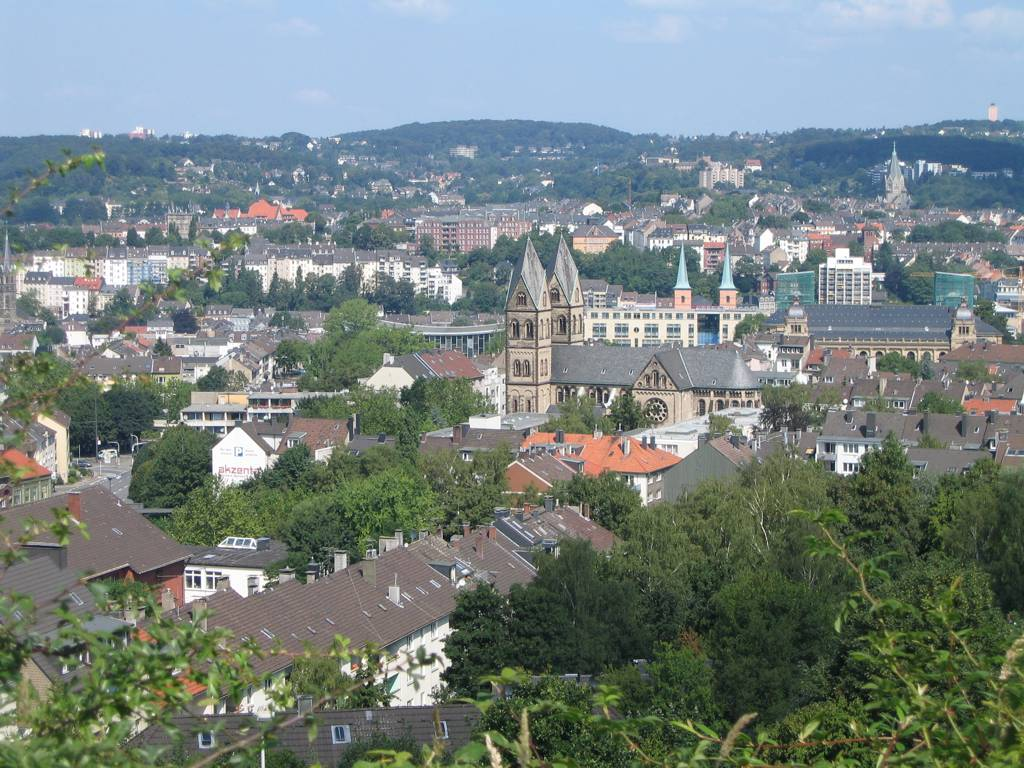
Vy över Wuppertal
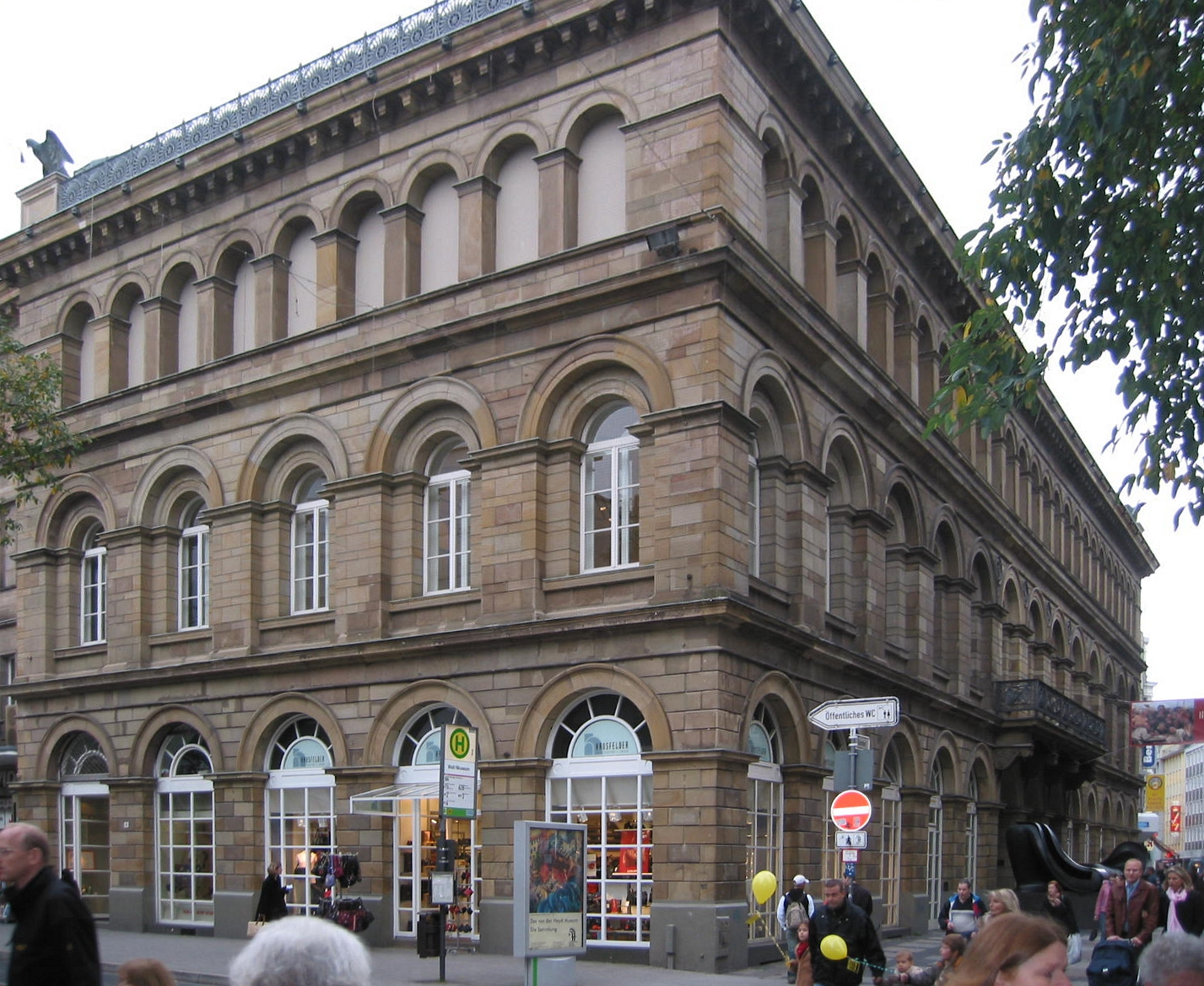
Von der Heydt-Museum

## Idrott
BTV Wuppertal har dominerat den tyska dambasketen. I fotboll är Wuppertaler SV det ledande laget och spelar i Oberliga. På 1970-talet spelade laget i Bundesliga. I Wuppertal finns även SG Bayer Wuppertal/Uerdingen/Dormagen och SV Bayer Wuppertal.

## Vänorter
| - Beersheba, Israel - Tempelhof-Schöneberg, Berlin, Tyskland - Košice, Slovakien (sedan 1980) | - Legnica, Polen - Matagalpa, Nicaragua - Saint-Étienne, Frankrike | - Schwerin, Tyskland - Jekaterinburg, Ryssland - South Tyneside, Storbritannien |

## Kända personer
- Friedrich Engels (1820–1895), född i Barmen som fanns fram till 1929,köpman och politisk filosof[3]
- Erich Ribbeck (född 1937), fotbollstränare
- Tom Tykwer (född 1965), filmregissör
- Udo Dirkschneider (född 1952), hårdrockssångare
- Johannes Rau (1931–2006), Tysklands 8:e förbundspresident 1999–2004
- Christian Lindner (född 1979), partiledare för FDP och Tysklands finansminister sedan 2021